# 天罰発言事件
天罰発言事件（てんばつはつげんじけん）、または天佑天罰事件（てんゆうてんばつじけん）、天罰天佑事件（てんばつてんゆうじけん）とは、1945年（昭和20年）6月9日に日本の帝国議会で鈴木貫太郎総理大臣によってなされた演説に不適切な語句が含まれるとして、後日の議会で議員より質問がなされ、それに対する鈴木の答弁をめぐって会議が紛糾した事件。

## 問題となった発言
1945年6月9日、第87回帝国議会が招集された。その目的は義勇兵役法と戦時緊急措置法の採択である。議会の招集を推進した内閣書記官長の迫水久常によると、鈴木や海軍大臣の米内光政は当初開催に反対であったという。迫水は、法治国家として今後新たな立法が必要となる一方、交通通信手段に対する戦争の影響で議会を開けなくなることが予想されるため、開会可能な状況で臨時議会を招集し、広範な立法権を政府に委任させるべきと考えた。すでに国家総動員法で行政府に広範な立法委任が認められ、さらに大日本帝国憲法第31条においては天皇による非常大権の規定も存在したが、迫水は「法律によって議会の委任を受けるほうが、民主的である」と考えたと記している。
この日の午前10時30分より開かれた貴族院本会議および11時9分から開かれた衆議院本会議で、鈴木は発言を求め、戦争継続を訴える演説をおこなった。その中で、鈴木は「米英の非道」に言及した文脈で以下のように発言した（原文のカタカナをひらがなとし、一部漢字をカナ表記に変更。引用部分全体では貴族院と衆議院で助詞等の細部に違いがあるが、太字の部分はまったく同一である。以下の引用は貴族院での発言）。
サンフランシスコ訪問のくだりは、迫水が演説原稿を起草するに先立ち、鈴木に「何か特別に仰せになりたいことはないか」と尋ねた際、鈴木が「別段、特にないが」と返答しつつ語ったエピソードであった。迫水はこれを、鈴木が「終戦への意図の片鱗を示す一つの機会と考えて」いると解して、演説原稿の中に取り入れた。6月7日の閣議で原稿を提出するとこの箇所に対して議論が起き、下村宏（国務大臣・情報局総裁）・左近司政三（国務大臣）・太田耕造（文部大臣）・秋永月三（内閣綜合計画局長官）と迫水の5人で改訂を協議することとなった。その結果、「必ずや（日米）両国ともに天罰を受くべし」という文言を「天譴必ずや至るべし」と変更することでアメリカのみが天罰を受けていると解せる形への修正が決まる。しかし、翌8日以降に演説原稿は元の内容に戻され、そのまま本会議で用いられた。
会議録には両院とも、演説中に不規則発言があったという記録はなく、鈴木が「我らは速やかに戦勢を挽回し、誓って聖慮を安んじ奉るとともに、これら勇士（引用者注：将兵や英霊）に酬（むく）いんことを期するものであります。以上私の信念を披瀝しまして、諸君のご協力を冀（こいねが）う次第であります」という言葉で演説を締めくくると拍手が起きたと記されている。本会議ではこのあと、阿南惟幾陸軍大臣と米内光政海軍大臣による戦況報告に続き「陸海軍に対する感謝決議案」の採択（全会一致）、政府提出の戦時特別法案（両院で対象は異なる）の説明と、議案を審議する特別委員の選出をおこなった。貴族院では質疑や答弁はなかった。一方、衆議院では鈴木・米内・阿南の演説や議案への質疑がおこなわれ、太田正孝・森田重次郎・濱田尚友が質問に立ち、このうち濱田は鈴木が演説において世界の中で昭和天皇ほど世界平和と人類福祉を希求している者はいないとした点を、「神聖な」天皇を他の国の指導者と比較しているように見えると問題視する発言をしたが、「天罰」については言及していない。迫水の戦後の回想では、ある議員は迫水に「総理の真意は判った。しっかりやってくれ」と涙ぐみながら話し、護国同志会所属のある議員は「総理はけしからぬことをいった。内閣をつぶしてやるぞ」と語ったという。迫水は、護国同志会は「軍との連絡が多い立場に立っていた」と記している。

## 議員からの質問と鈴木の答弁
会議録によると、鈴木の演説から2日後の6月11日に開かれた衆議院戦時緊急措置法案（政府提出）委員会において、質問に立った小山亮が「質問に入ります前に極めて重大なことだと考えておりますので、真面目に厳粛な気持ちでお尋ね申し上げたいことが一つあります」と前置きして鈴木の発言を取り上げ、天皇の詔勅には常に「天佑を保有し」「皇祖皇宗の神霊上にあり」といった発言があり、天佑神助を受けると確信して戦争に臨んでいる国民は「どんなことがあっても天罰を受けようなどという考えは毛頭持っておらないだろうと思う」と述べ、戦争を仕掛けた国が天罰を受けるというのを間違えたのではないか、この発言を残すのでは国民に悪い影響を与えるから打ち消すだけのご釈明を一つ願いたい、と鈴木に求めた。鈴木は答弁に立ったが、後述のように後から発言を取り消したため、会議録は線が引かれているのみである。答弁に対して会議録には「『不敬だ』『御詔勅ではないか』『委員長委員長』と呼び、その他発言する者多く聴取することあたわず」とあり、議場が騒然としたことが記録されている。小山は「ただいまの総理大臣の御言葉は、そのまま聞き逃すことはできない」とし、不穏な言辞を一般国民が口にしたら刑罰を受けかねないのに、総理大臣が演説に引用してそれを問題ないと釈明するのでは国務を任せられない、国体を明徴にするため、総理の国家に対する信念を伺いたいと述べた。委員長の三好英之が質問や答弁を「相当重大なること」として、「責任ある答弁を政府に求める」ために休憩を宣言、約6時間後に再開した。休憩となって国会内の控室に戻った閣僚の多くは「不敬」呼ばわりされたことで意気消沈していたが、鈴木だけは泰然とした態度をしていたという。迫水はこの休憩中に護国同志会をはじめとする議会内各派との交渉や閣内の意見整合を図り、鈴木が発言を取り消して改めて答弁する方向での合意を得た上で再開できたと記している。
休憩後、鈴木は「こと皇室に関することでありまして、非常に大切なことでありますが、言葉が足りませなんだために、大変誤解を生じましたことは、まことに恐懼いたしております」と述べて、答弁につき「全部これを取り消し」、改めて「小山の言うように戦争挑発者（米国）が天罰を受けるという意味だ」「詔勅の『天佑を保有し』という言葉は通常の『天佑神助』と異なる崇高深遠なものだというのが真意で、天罰と並べて使われるようなものではない」と釈明し、そこで再び約30分の休憩となった。
再開した委員会で小山は改めて当日の自分と鈴木の発言をたどり、最初の自分の質問に対する答弁がなされない上、自分は「天佑」と「天罰」を並べて使っていないのに「並べて使ったからこういう答弁をしなければならない」と受け取れるような曖昧な答弁をするのは何事かと食い下がった。小山は鈴木が取り消した発言を再度取り上げ、国体に疑念を抱かせるような発言を取り消しで済むのは問題だと述べたが、委員長の三好から「取り消した発言に議論を重ねるのは議事進行上考慮願いたい」と要求を明確にするように諭されると、「天罰と天佑を並べたと自分がどこで言ったか、という質問への答弁」だと返答した。政府側が答弁しないと三好が伝えると、小山は、立法の一部を政府に委ねるような法案を出そうとしているときに国体問題すら満足に答弁できない内閣では委任できないと述べ、勝ったと言いながら敗勢濃厚になっているようなごまかしを国民は求めていない、答弁できない内閣に質問はしないとして議場を退席した。
小山が所属していた護国同志会は、鈴木の演説や答弁を非難する声明書を出し、その中で「（鈴木の）不忠不義を追及し、もってかくの如き敗戦醜陋の徒を掃滅し、一億国民あげて必勝の一路を驀進せんことを期す」と記した。
閣僚内では、議会召集に最初から反対していた和平派の米内海相は内閣を反逆者扱いされたことに怒り、議会の閉会を主張した上、議会への反発から辞意を表明した。迫水によると、米内は護国同志会の罵倒のほかにも議会が法案への修正要求などによって内閣の動揺を誘っているのだから打ち切るべきだと主張し、会期延長による法案成立で閣議がまとまると「皆さん、そんならそうしなさい。私は私は私で善処する。しかし、皆さんには迷惑はかけません」と断言したことで、他の閣僚は辞意と受け止めたという。大日本帝国憲法では首相に閣僚の任免権はなく、海軍大臣が辞職して後任を海軍が指定しなければ総辞職せざるを得なくなる（軍部大臣現役武官制を参照）。このため、阿南惟幾陸軍大臣や鈴木が米内を説得して翻意させ、内閣総辞職は免れた。迫水の回想では阿南のほかに閣内の海軍出身者（左近司政三や豊田貞次郎、八角三郎ら）が説得に当たったが、阿南の慰留が「特に有効に作用した」という。
なお、言論統制と紙面の制約下にあった日本の新聞では、演説の紹介で「両国ともに天罰を受ける」という文章は省略され、小山の質問と鈴木の答弁で委員会が紛糾したことは具体的に報じられなかった（内容に触れずに「質問と答弁のみで休憩に入った」と記された）。

## 演説と質問の背景
保阪正康は「鈴木は終戦に導いていくために、議会の力を借りるべく、演説のこの発言で和平に向けた真意の理解を求めたのではないか」と記している。
半藤一利は、日本の立場（平和を愛する天皇と国家）を訴えて連合国の無条件降伏の主張を変えさせることが演説の目的だったとし、込められた意図が前駐日米大使であり米国国務次官であるジョセフ・グルーや戦争情報局で日本の和平派に向けたメッセージ放送（ザカライアス放送）を短波ラジオで流していたエリス・M・ザカライアスに、同盟通信の古野伊之助や井上勇（ザカライアスの放送に対する質問を、対米短波放送でおこなっていた）によって伝えられていたとしている。
ザカライアス放送では7月7日の第10回で鈴木の演説について取り上げたが、それは「天罰」を含む箇所ではなく、国力の現状について率直に述べた箇所で、その事実に対して演説が「徹底抗戦が唯一取るべき道」という「全く矛盾した結論を引き出した」と指摘し、絶望的な状況を終わらせるために鈴木に対して「日本国民の絶滅や奴隷化を意味しない無条件降伏」を速やかに受け入れるべきだとする内容であった。
小堀桂一郎によると、鈴木の演説はアメリカのワシントン・ポストやニューヨーク・タイムズにも要約されて紹介されたが、そのいずれにおいてもサンフランシスコ訪問に関する箇所は省略され、「無条件降伏は拒否する」という点に焦点が当てられていた。一方、ニッポンタイムズはその部分を訳出し、またラジオ・トウキョウを通じて演説が伝えられたため、日本側は海外に対して発表を伏せていないという。この点に関して小堀は、米紙がその部分を訳出しなかったのはむしろ国内の戦意低下を恐れて公表を控えたのではないかという平川祐弘の推論を踏まえ、鈴木の真意は和平の意思をアメリカに伝えることだったが、ザカライアスも含めてその意図はアメリカ側とかみ合わなかったと評している。
一方、護国同志会をはじめとする議会側は、徹底抗戦派の陸軍幹部がこの機会に鈴木内閣を倒閣することを望んでいた。護国同志会の一員だった中谷武世は戦後の回想録で「内閣と護国同志会とが、首相の演説をめぐって激突した時点に於て、機を逸せず終戦派との対決姿勢を打ち出し、手遅れにならぬ中（うち）に和平降伏への動きを封ずべきだった」と記している。

## 関連文献
- 中谷武世『戦時議会史』民族と政治社、1974年